# Middellandse Zeespelen 1963
De Middellandse Zeespelen 1963 vormden de vierde editie van de Middellandse Zeespelen. Ze werden gehouden van 21 tot en met 29 september 1963 in de Italiaanse stad Napels.
Er namen 1057 mannelijke atleten deel aan deze Spelen. Vrouwen werden pas vanaf 1967 toegelaten. Gastland Italië sloot de Spelen af als aanvoerder van het medailleklassement, op ruime afstand gevolgd door Turkije en Frankrijk.

## Sporten
Op deze Spelen stonden er 17 sporten op het programma. In 93 onderdelen konden medailles worden behaald.
| Atletiek Basketbal Boksen Gymnastiek Hockey Roeien | Schermen Schietsport Schoonspringen Tennis Voetbal Volleybal | Waterpolo Wielersport Worstelen Zeilen Zwemmen |

## Medaillespiegel
| Plaats | Land                           | Goud | Zilver | Brons | Totaal |
| 1      | Italië                         | 32   | 21     | 16    | 69     |
| 2      | Turkije                        | 10   | 3      | 4     | 17     |
| 3      | Frankrijk                      | 8    | 14     | 8     | 30     |
| 4      | Joegoslavië                    | 6    | 8      | 8     | 22     |
| 5      | Verenigde Arabische Republiek1 | 5    | 13     | 9     | 27     |
| 6      | Spanje                         | 4    | 4      | 12    | 20     |
| 7      | Syrië                          | 0    | 1      | 3     | 4      |
| 8      | Tunesië                        | 0    | 1      | 1     | 2      |
| 9      | Marokko                        | 0    | 0      | 7     | 7      |
| 10     | Griekenland                    | 0    | 0      | 5     | 5      |
| 11     | Libanon                        | 0    | 0      | 1     | 1      |
| 11     | Monaco                         | 0    | 0      | 1     | 1      |
| Totaal | Totaal                         | 65   | 65     | 75    | 205    |

1: de Verenigde Arabische Republiek werd de facto in 1961 opgeheven toen Syrië eruit stapte en Egypte als enige overbleef. Het land besloot echter de naam Verenigde Arabische Republiek te blijven aanhouden tot 1970. Desalniettemin worden de medailles van dit team in de eeuwige medaillestand toegekend aan Egypte, en niet aan de Verenigde Arabische Republiek.

## Deelnemende landen
Aan de derde Middellandse Zeespelen namen dertien landen deel, twee meer dan vier jaar eerder. Syrië, dat zich twee jaar eerder afscheurde van de Verenigde Arabische Republiek, kwam terug als onafhankelijk landdeel. Egypte bleef nog tot 1970 de naam Verenigde Arabische Republiek aanhouden. Monaco keerde na acht jaar terug op de Middellandse Zeespelen. Er waren geen debuterende landen. Malta was het enige land dat geen medailles wist te vergaren.
- Frankrijk
- Griekenland
- Italië
- Joegoslavië
- Libanon

- Malta
- Marokko
- Monaco
- Spanje
- Syrië

- Tunesië
- Turkije
- Verenigde Arabische Republiek